# Hrabské
Hrabské és un poble i municipi d'Eslovàquia. Es troba a la regió de Prešov, al nord del país.

## Història
La primera referència escrita de la vila data del 1351.

## Demografia
| Godina             | 1994 | 2004   | 2014    | 2024   |
| ------------------ | ---- | ------ | ------- | ------ |
| Nombre de persones | 524  | 545    | 608     | 664    |
| Diferència         |      | +4,00% | +11,55% | +9,21% |

| Godina             | 2023 | 2024   |
| ------------------ | ---- | ------ |
| Nombre de persones | 671  | 664    |
| Diferència         |      | −1,04% |